# 持永氏
持永氏(もちながし)は、肥前国に栄えた武家のひとつ。本姓は源氏。家系は清和源氏の1つ河内源氏の足利氏の流れをくむ吉良氏の庶流今川氏の一門。肥前今川氏とも。

## 系譜
- 今川範国-今川仲秋-今川国秋-今川国治※1-持永秀秋

- 今川国治※1-今川胤秋-今川義秋

## 肥前今川氏
持永氏の前身である肥前今川氏は、九州における南朝方の盟主として九州北部から肥後国まで勢力を広げていた征西大将軍懐良親王に対抗するため、幕府より派遣された九州探題今川了俊の弟今川仲秋が肥前に入部、土着したことに始まる。そもそも、幕府の九州探題は一色範氏ら一色氏が補任されていたが、ことのほか南朝方の勢力強く、足利将軍家とも血縁が近く有力な勢力を有していた今川氏に白羽の矢が立ったものだった。
筑前大宰府に拠点を置いた征西府に対し、幕府方の仲秋は北朝方の豪族が多い肥前国松浦に入部、松浦党の一門である伊万里貞・山代栄、龍造寺氏の一族である龍造寺家治をはじめ多久宗国、高木家直、後藤資明、馬渡経俊、安富直安、少弐一門の江上四郎などを従えて肥前武雄地方を支配下に置き、仲秋の兄了俊は自ら大軍を率いて九州に入った。そして仲秋は兄の副将として肥前武雄地方における西山・潮見・武雄・牟留井の諸城を拠点として勢力を固め、南朝方との攻防を繰り返した。しかし、応永2年（1395年）に了俊は守護に対する圧制から少弐氏、大友氏、島津氏ら有力な九州三守護の反発を受けて失脚、代わって渋川満頼が探題に任命された。このことにより仲秋は嫡子を肥前に残し遠江へ帰国した。
仲秋の跡、肥前今川家を継いだ今川国秋は、幕府より肥前国佐嘉郡を与えられ佐賀今川家の祖となる。
国秋は母方の肥前千葉氏との関係深く、千葉氏内に度々内紛が起こるので、千葉氏に謀反した鑰尼泰高を討つべく、千葉胤基に味方しかえって討ち死にすることとなった。さらに、国秋の子である今川国治の代にも、千葉氏内で内紛が起き、千葉氏家老の中村胤宣が当主千葉胤鎮を追放し、胤鎮の弟千葉胤紹を擁立する挙に出た。今川国治、秋弘親子は胤紹に味方するが、胤鎮は勢力を挽回、謀叛した弟胤紹と中村一派を追討、これに味方した今川氏も所領である佐嘉郡、杵島郡を奪われてしまった。
さらに西国一の有力大名大内政弘と九州探題渋川教直は千葉氏の内紛に目をつけこれを弱体化しようと、今川胤秋が千葉氏の所領、小城郡に攻め入る流言を流し、千葉氏の家老中村胤頼の軍勢が寛正6年（1465年）5月20日、佐嘉郡の今川胤秋の居館を攻撃した。
突如、千葉氏の攻撃を受けた胤秋は同寛正6年（1465年）5月23日、千葉家中の中村胤明、岩部常楽両将を寝返らせ、千葉軍を追い払い和睦し、無事難を逃れた。しかし、この戦によって今川氏は大いに勢力を減退させ、姻戚関係により結ばれていた今川・千葉両家には深い遺恨が横たわることとなった。そして、ついに応仁元年（1467年）6月18日、今川胤秋は千葉教胤に対して挙兵、同じ足利一門である九州探題・渋川教直と連合して千葉領内の小城郡に攻め込んだ。
しかし、教胤の反撃により探題渋川、今川連合軍を押し返し、今川胤秋は返り討ちされ戦死、渋川教直は退却を余儀なくされ、今川氏の所領は千葉氏に併合されるに至った。
文明2年（1470年）7月19日、今川国治の孫で今川胤秋の子・今川義秋が今川旧臣を集めて挙兵。佐嘉郡植木（鍋島町植木）で千葉軍に鎮圧されて義秋を討ち取られ、肥前今川氏は事実上滅亡した。

## 持永氏
肥前今川の嫡流であった義秋には子がなく、叔父の今川秀秋が千葉氏に召し出され、「今川」から「持永」に改姓して千葉氏の重臣となった。
その後、持永氏の家系は千葉氏滅亡後は戦国大名龍造寺氏に臣従した。
龍造寺氏の実権が鍋島氏に移ると鍋島直茂に仕えて江戸時代を迎え、佐賀藩藩士として後世に伝えた。末裔の一人としてB&Bの島田洋七(母方の祖母が持永サノだった)がいる。

## 系図
```
範国

┣━━━┳━━━┓

仲秋
　　
貞世
　　
範氏

┃

国秋

┃

国治

┣━━━┳━━━┓

胤秋
　　
秋弘
　　
秀秋

┃

義秋
```